# چار ساتماتیا
چار ساتماتیا (به لاتین: Char Satmatia) یک روستا در بنگلادش است که در استان باریسال و در ناحیه باریسال واقع شده است.